# Lilla Boda (naturreservat)
Lilla Boda är ett naturreservat i Trollhättans kommun i Västra Götalands län.
Området är naturskyddat sedan 2017 och är 87 hektar stort.  Reservatet består av äldre barrskog med inslag av lövträd och sumpskog samt partier av tallskog.